# Agnes Schmidt
Pour les articles homonymes, voir Schmidt.
Agnes Schmidt, née le 14 octobre 1875 et morte le 21 novembre 1952, est une militante et femme politique allemande, membre successivement du SPD, de l'USPD et du KPD, et qui fut députée du Parlement (de) de Thuringe.

## Biographie
Elle naît à Gotha, une ville riche en histoire située non loin d'Erfurt dans le centre-sud de l'Allemagne. En 1900, elle est enregistrée comme membre du Parti social-démocrate (SPD). En 1914, après le déclenchement de la guerre en juillet, la mise en œuvre par la direction du parti de ce qui équivalait à une trêve parlementaire concernant le financement de la guerre, sema la consternation chez les membres du SPD. Alors que les massacres en première ligne et le dénuement économique s'aggravent, Agnes Schmidt fait partie de ceux qui quittent le SPD pour rejoindre le Parti social-démocrate indépendant (Unabhängige Sozialdemokratische Partei Deutschlands / USPD) en 1917. Au sein du parti, elle est située à l'aile gauche, et comme la fragmentation de la gauche politique se poursuit au cours de l'année 1920, elle et d'autres rejoignent le Parti communiste récemment créé.
Des élections ont eu lieu le 10 février 1924 au Parlement de Thuringe où elle remporte un siège, représentant la circonscription électorale de Gotha pour le Parti communiste. Elle conserve son siège jusqu'en 1927. Pendant un certain temps, elle est chargée de la politique du Parti communiste sur le travail des femmes en Thuringe.
Dans le contexte des tensions internes persistantes qui caractérisent le Parti communiste d'Allemagne à la fin des années 1920, Agnes Schmidt est considérée comme faisant partie de l'aile gauche, sur la même ligne que des camarades comme Ruth Fischer et Arkadi Maslow. Après 1925, elle se rapproche de l'ultragauche avec Iwan Katz et son confrère du Landtag Otto Geithner. En mars 1926, Geithner est exclu pour s'être opposé à la direction du parti. En soutien, Agnes Schmidt démissionne également.
Geithner et Schmidt, avec le député Hans Schreyer, créent un parti communiste alternatif, le « Groupe de travail communiste » (Kommunistische Arbeitsgemeinschaft / KAG). Le nom avait déjà été utilisé pour un précédent parti sécessionniste au début de la décennie, mais désormais disparu. Dans sa nouvelle incarnation, le KAG ne fait guère mieux : lors des élections au Landtag de Thuringe en 1927, ils obtiennent moins de 1 suffrage sur 200, trop peu pour donner droit à un siège.
Après 1927, Agnes Schmidt, âgée de 52 ans, se retire de la politique.